# Clay megye (Florida)
Clay megye az Amerikai Egyesült Államokban, azon belül Florida államban található. Megyeszékhelye Green Cove Springs, legnagyobb városa Lakeside. Lakosainak száma 218 245 fő (2020. április 1.). Clay megye Duval, St. Johns, Putnam, Bradford és Baker megyékkel határos.

## Népesség
A megye népességének változása:
| Lakosok száma | 191 417 | 192 191 | 194 215 | 196 399 | 203 967 | 218 245 |
|               | 2010    | 2011    | 2012    | 2013    | 2015    | 2020    |